# Leonhard Rainer Georg Hutterer
Leonhard Rainer Georg Hutterer (6 de maig del 1948) és un zoòleg alemany associat al Museu de Recerca Zoològica Alexander Koenig (departament de mamífers), de Bonn, així com el Museu Americà d'Història Natural, de Nova York. Les musaranyes han ocupat una part important de la seva obra (Crocidura ansellorum, Crocidura arabica, Crocidura bottegoides, Crocidura canariensis, Ruwenzorisorex i Sylvisorex vulcanorum). Així mateix, ha descrit espècies d'altres grups, com ara el rosegador Octodon pacificus.